# Helene Weigel
Helene Weigel (Viena, 12 de maig de 1900 - Berlín, 6 de maig de 1971), actriu alemanya i directora de la companyia de teatre del Berliner Ensemble.

## Biografia
El seu pare fou conseller legal d'una fàbrica tèxtil i la seva mare propietària d'una botiga de joguines, de confessió jueva. Després dels seus estudis d'actriu a Viena se n'anà a Frankfurt del Main (1919) i més tard a Berlín (1922), on estudià dramatúrgia amb Max Reinhardt. Entrà a la Volksbühne i al Deutsches Theater, on tingué els seus primers èxits. Interpretà rols principals en obres importants durant deu anys, com per exemple Meroe a Penthesilea de Kleist, Marie a Woyzeck de Büchner, Pauline Piperkarcka a Les rates de Hauptmann, i altres obres de Sòfocles, Shakespeare, Nestroy, Ibsen, Georg Kaiser i Ernst Toller.
El 1923 conegué Bertolt Brecht, amb qui va tenir un fill el 1924, Stefan. Cinc anys més tard, després del divorci de Brecht de la seva primera dona, la cantant d'òpera Marianne Zoff, s'hi casa, naixent el 1930 la seva filla Barbara. Tot i així no va arribar a ser l'única dona en la vida de Brecht. Les figures de dones a l'obra de Brecht estan però molt influenciades per la personalitat d'Helene Weigel; ella les interpretà gairebé totes. Seus van ser els rols principals a les estrenes de Die Mutter ("La Mare") i de Die Gewehre der Frau Carrar.
Després de la presa del poder per part de Hitler i els nacionalsocialistes el 1933 hagueren de fugir a Dinamarca, cosa que va fer que la seva carrera d'actriu es veiés interrompuda, a causa del desconeixement dels idiomes dels països d'acollida. Brecht creà el rol de la muda Kattrin a Mutter Courage und ihre Kinder ("Mare coratge i els seus infants") especialment per a ella, encara que cap teatre gosà representar l'obra. Hagué de continuar fugint a Suècia i més tard a Finlàndia fins que s'instal·là als Estats Units. Durant 15 anys, "Helli", com tothom li deia, va dedicar-se únicament a ser dona de Brecht i mare de família.

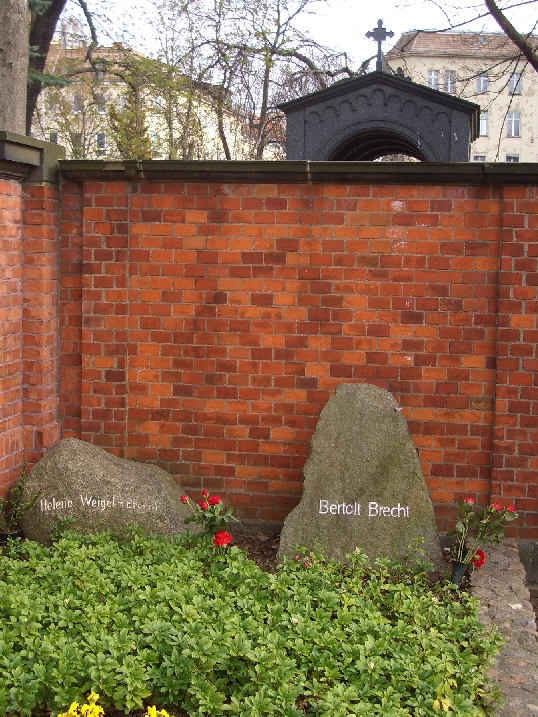
Tomba al cementiri de Dorotheenstadt, Berlín

El 1948, després del seu retorn dels Estats Units, interpretà a Chur (Suïssa) el rol principal a l'estrena de l'obra de Brecht L'Antígona de Sòfocles. El mateix any emigraren tots dos a Berlín Est, on començaren una nova era. Després de l'estrena de "Mare coratge i els seus infants" al Deutsches Theater, esdevingué directora del nou creat Berliner Ensemble, del qual Brecht va ser director artístic. Juntament amb ell aconseguí donar a l'Ensemble fama mundial: el 1954, amb la seva primera actuació a l'estranger, el grup obtindria el primer premi del "Festival de Teatre de les Nacions" al teatre Sarah Bernhardt de París amb la "Mare coratge".
El 1950 esdevé membre de l'Acadèmia Alemanya de les Arts al Berlín Est; el 1954 fou candidata pel Sozialistische Einheitspartei Deutschlands(Partit Socialista Unificat d'Alemanya) al Parlament de Berlín; rebé tres vegades el Premi Nacional de la RDA i la condecoració als Serveis de la Pàtria (1965). La marxa de les tropes del Pacte de Varsòvia a Txecoslovàquia li va fer tornar-se més crítica amb la RDA.
L'abril del 1971, sis setmanes abans de morir, va fer la seva darrera actuació: el paper principal a l'obra "La Mare" a Nanterre (París). Fou enterrada al cementiri de Dorotheenstadt a Berlín, al costat de Bertolt Brecht.